# Pompeo Ferrari
Pompeo Ferrari (Roma, 1660 – Rydzyna, 15 maggio 1736) è stato un architetto italiano, esponente del tardo barocco polacco.

## Opere maggiori
- Palazzo a Rydzyna (1696-1704)
- Municipio e chiesa a Leszno (1707-1709)
- Abbazia a Ląd (1718-1722)
- Santuario a Gostyń (1725-1728)
- Cappella di Teodor Potocki alla Cattedrale di Gniezno (1727-1729)
- Chiesa dei Gesuiti a Poznań (1727-1732)